# Cape Carteret
Cape Carteret és una població dels Estats Units a l'estat de Carolina del Nord. Segons el cens del 2008 tenia 1.389 habitants.

## Demografia
Segons el cens del 2000, Cape Carteret tenia 1.214 habitants, 545 habitatges i 415 famílies. La densitat de població era de 197,8 habitants per km².
Dels 545 habitatges en un 17,2% hi vivien nens de menys de 18 anys, en un 69,5% hi vivien parelles casades, en un 5,3% dones solteres, i en un 23,7% no eren unitats familiars. En el 21,1% dels habitatges hi vivien persones soles el 13,6% de les quals corresponia a persones de 65 anys o més que vivien soles. El nombre mitjà de persones vivint en cada habitatge era de 2,23 i el nombre mitjà de persones que vivien en cada família era de 2,51.
Per edats la població es repartia de la següent manera: un 14,7% tenia menys de 18 anys, un 3,7% entre 18 i 24, un 18,5% entre 25 i 44, un 29,7% de 45 a 60 i un 33,4% 65 anys o més.
L'edat mediana era de 54 anys. Per cada 100 dones de 18 o més anys hi havia 93,3 homes.
La renda mediana per habitatge era de 44.514 $ i la renda mediana per família de 49.722 $. Els homes tenien una renda mediana de 30.542 $ mentre que les dones 25.000 $. La renda per capita de la població era de 26.806 $. Entorn del 2,6% de les famílies i el 5% de la població estaven per davall del llindar de pobresa.

## Poblacions més properes
El següent diagrama mostra les poblacions més properes.